# Schloss Runkelstein
Schloss Runkelstein (italienisch Castel Roncolo) ist eine mittelalterliche Burg in Südtirol, die wegen ihres umfangreichen profanen Freskenzyklus bekannt ist.

## Lage
Das Schloss liegt am Rand von Bozen auf dem fast allseits geschützten Runkelsteiner Porphyrfelsen hoch über der Talfer, am Eingang zum Sarntal auf Rittner Gemeindegebiet. Die Anlage besteht aus einer eigentlichen Burganlage und einer weitläufigen Vorburg. Anders als andere Burganlagen Südtirols, die in der Neuzeit stark umgebaut wurden, hat Runkelstein seinen mittelalterlichen Charakter bewahrt.

## Geschichte
Die Anlage wurde mit einiger Sicherheit 1237 durch die Brüder Friedrich und Beral von Wangen (siehe auch Burg Wangen-Bellermont) neu erbaut – in diesem Jahr erteilte ihnen der Trienter Bischof Alderich von Campo die Erlaubnis zum Bau einer Burg auf dem Felsen namens Runchenstayn. Schon 1274 wurde die Anlage bei einer Belagerung durch Meinhard II., Graf von Tirol, stark beschädigt und verfiel. Bereits im 14. Jahrhundert wurde sie wieder instand gesetzt. 1385 erwarben die Brüder Franz und Niklaus Vintler die Burg und begannen 1388 mit dem Umbau und der Ausmalung. 1390 wurde die Burgkapelle eingeweiht. Ab 1419 scheint der Bozner Stadtadelige Georg Metzner, Vetter von Hans Vintler, als Mitinhaber der Burg auf. 1520 wurde das „Gewölbe an der Porten“ durch eine Schießpulverexplosion zerstört, die Ringmauer war 1531 wiederhergestellt. 1574 wurde die Burg unter den Herren von Liechtenstein erneut umgebaut, die im Mezzaningeschoss ihre Wappen hinterließen. 1672 zerstörte ein Brand den Ostpalas. Im 18. Jahrhundert kam die Burg wieder an die Mensa der Trientner Fürstbischöfe.

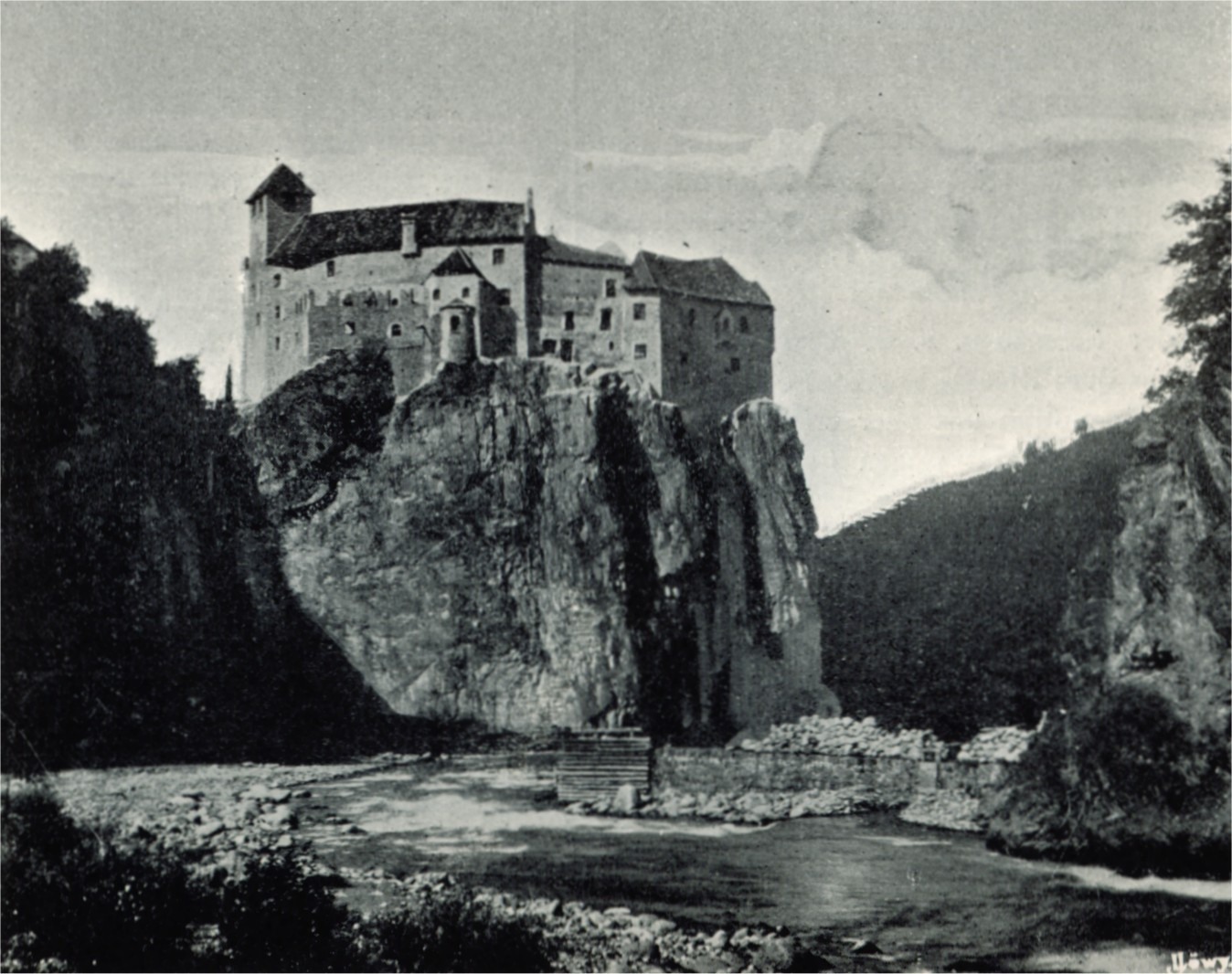
Schloss Runkelstein nach der Sanierung um 1898

1833 besuchte König Ludwig I. von Bayern die Burg und trug sich als erste Person in das noch erhaltene Gästebuch ein. Ein Teil des Sommerhauses fiel 1868 durch einen Felssturz in die Tiefe der Schlucht. Um 1880 schließlich wurde die Anlage von Erzherzog Johann Salvator gekauft und Kaiser Franz Joseph von Habsburg geschenkt. In der Folge wurde die Burg nach Plänen des Wiener Dombaumeisters Friedrich von Schmidt und unter der Mitwirkung des Bozner Stadtbaumeisters Sebastian Altmann sowie der Architekten Johann Bittner, Otto Schmid und Rudolf Breuer von 1884 bis 1888 wiederhergestellt. Anschließend schenkte der Kaiser das Schloss 1893 der Gemeinde Bozen, die es heute noch besitzt und – gemeinsam mit Schloss Maretsch – von der Stiftung Bozner Schlösser bewirtschaften lässt.

## Anlage

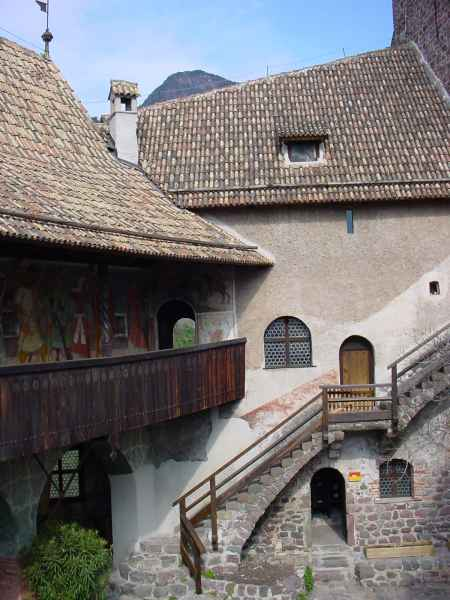
Innenhof von Schloss Runkelstein

Die Anlage gliedert sich in mehrere Bauteile, die um den Burghof angeordnet sind. Im Westen liegt der viergeschossige Westpalas mit der „Badestube“, einem Raum mit sehr gut erhaltenen Fresken aus der Zeit der Vintler. Im Norden schließt sich das ab 1390 errichtete Sommerhaus an, das nach Osten hin in den ehemaligen Küchentrakt übergeht. Die Ostseite der Burganlage wird vom Ostpalas mit der angeschlossenen, ursprünglich zweigeschossigen Burgkapelle eingenommen. In der Südostecke steht der von 1884 bis 1888 wieder errichtete Bergfried. Das Wirtschaftsgebäude im Süden ist ebenfalls ein Zubau des 19. Jahrhunderts.
Im Inneren der Burg hat sich von der originalen Einrichtung wenig erhalten.

## Heutige Nutzung
Die touristisch als „Bilderburg“ vermarktete Anlage ist öffentlich zugänglich. Hier bewegt man sich auf unebenem und vor allem historischem Boden. Die Pflastersteine und Begrenzungsmauern des steilen Zugangsweges stammen noch aus dem 13. Jahrhundert. Im Sommer finden im Schlosshof musikalische Veranstaltungen und auch Theateraufführungen statt. Die Burg ist über einen kurzen, aber steilen Fußweg erreichbar oder es wird der Shuttle-Bus genutzt. An den Öffnungstagen finden Führungen in deutscher Sprache statt.

## Freskenzyklus

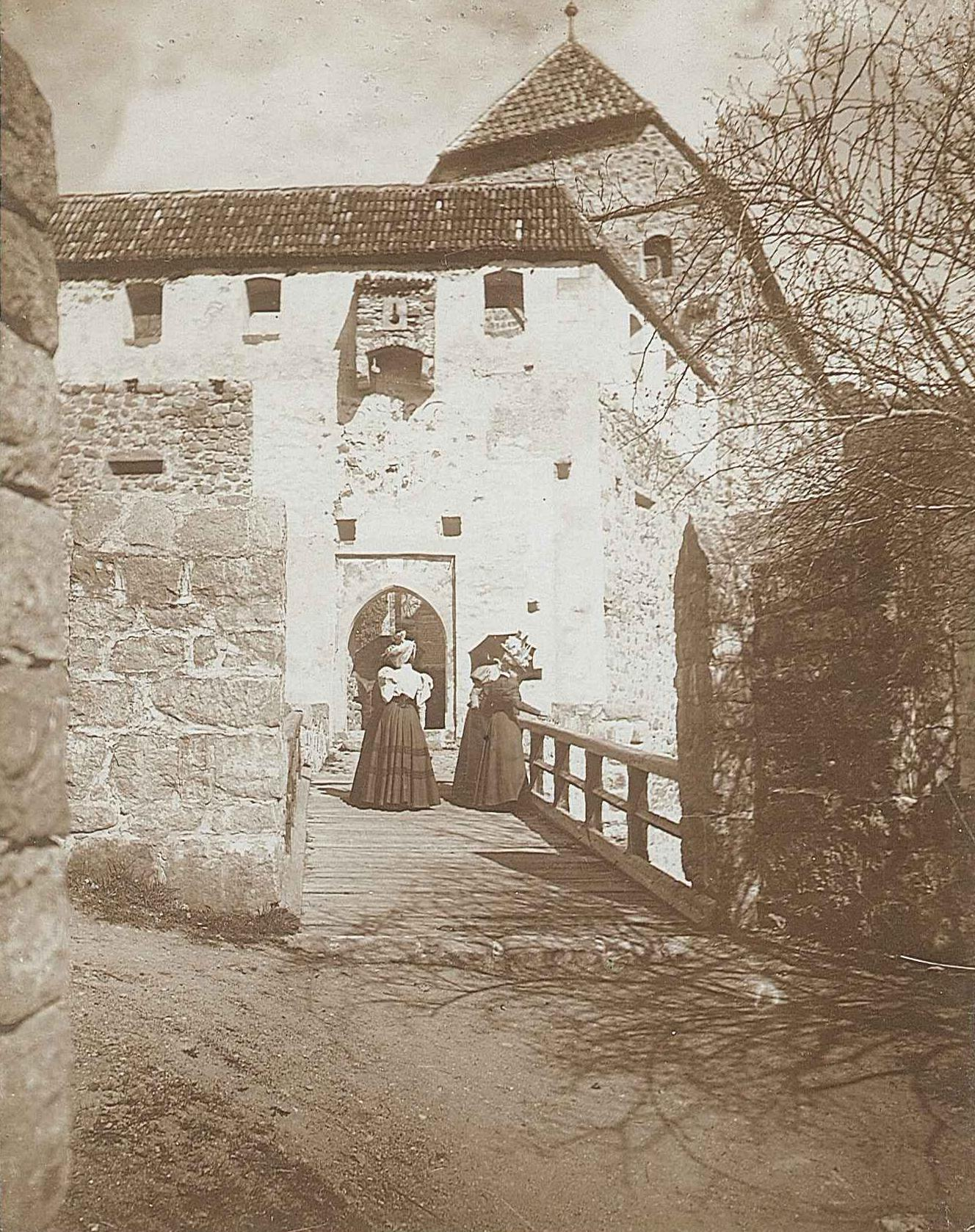
Eingang des Schlosses Runkelstein, 1898

Die Anlage weist den größten erhaltenen, profanen Freskenzyklus des Mittelalters auf und entstand von 1388 bis 1410. Zu den ältesten Teilen gehören die Wandmalereien in der 1390 geweihten Burgkapelle. Die Bilder zeigen in der noch romanischen Apsis eine Kreuzigungsgruppe und am Triumphbogen das Opfer von Kain und Abel. Rechts der Kapellentür beginnen Szenen aus der Vita des Hl. Christophorus, die sich an der Nordwand fortsetzen. Die Westwand wird von Szenen aus dem Leben der Hl. Katharina von Alexandrien eingenommen und an der Südwand sind die Reste der Legende des Hl. Antonius Abbas zu erkennen. Im westlichen Palas finden sich im Mezzanin des ersten Obergeschosses 1995 freigelegte höfische Szenen und im Stockwerk darüber ritterliche Spiele sowie die sogenannte „Badestube“ mit einer sehr gut erhaltenen Ausmalung von etwa 1400. Die Wände werden von roten gemalten Wandbehängen bedeckt, über welche sich gemalte Arkadengänge ausdehnen. In den einzelnen Arkaden stehen männliche und weibliche Figuren in höfischer Kleidung, an der Südwand befinden sich Tierdarstellungen. Im dritten Obergeschoss des westlichen Palas finden sich Jagddarstellungen und das Lanzenturnier, das vor 1402 gemalt wurde. Im angrenzenden Zimmer der Liebespaare sind miteinander kommunizierende Paare sowie die Darstellung eines Kolbenturniers zu erkennen. Bekannt sind auch die Terraverdemalereien von Tristan und Isolde im Sommerhaus (um 1410, von Hans Stocinger), sowie der seltene Zyklus des Artusritters Garel vom blühenden Tal. An der Außenseite des Sommerhauses finden sich neun Triaden, Dreiergruppen von Personen, die untereinander in einem Zusammenhang stehen. Die Malerei an den Triaden entstand kurz nach 1393. Es finden sich Gestalten aus der Antike wie Hektor, Alexander der Große und Julius Caesar, biblische Personen wie Josua, König David (mit vage antikisierendem Steghelm und Krone) und Judas Makkabäus (dargestellt mit Feldstandarte und in voller Bewaffnung der Zeit um 1393, aber mit Judenhut als Ritterhelm), weiters König Artus, Karl der Große und Gottfried von Bouillon, Sagengestalten wie Dietrich von Bern, Siegfried und Dietleib von Steier sowie Riesen und Zwerge.
Die große Bedeutung der Runkelsteiner Fresken beruht auch darauf, dass sie eine einzigartige Quelle für die Bekleidungsgeschichte des späten Mittelalters, insbesondere des 14. Jahrhunderts darstellen. Es ist möglich, verschiedene Einflüsse aus unterschiedlichen Gegenden auf die dargestellte Gewandung abzulesen.

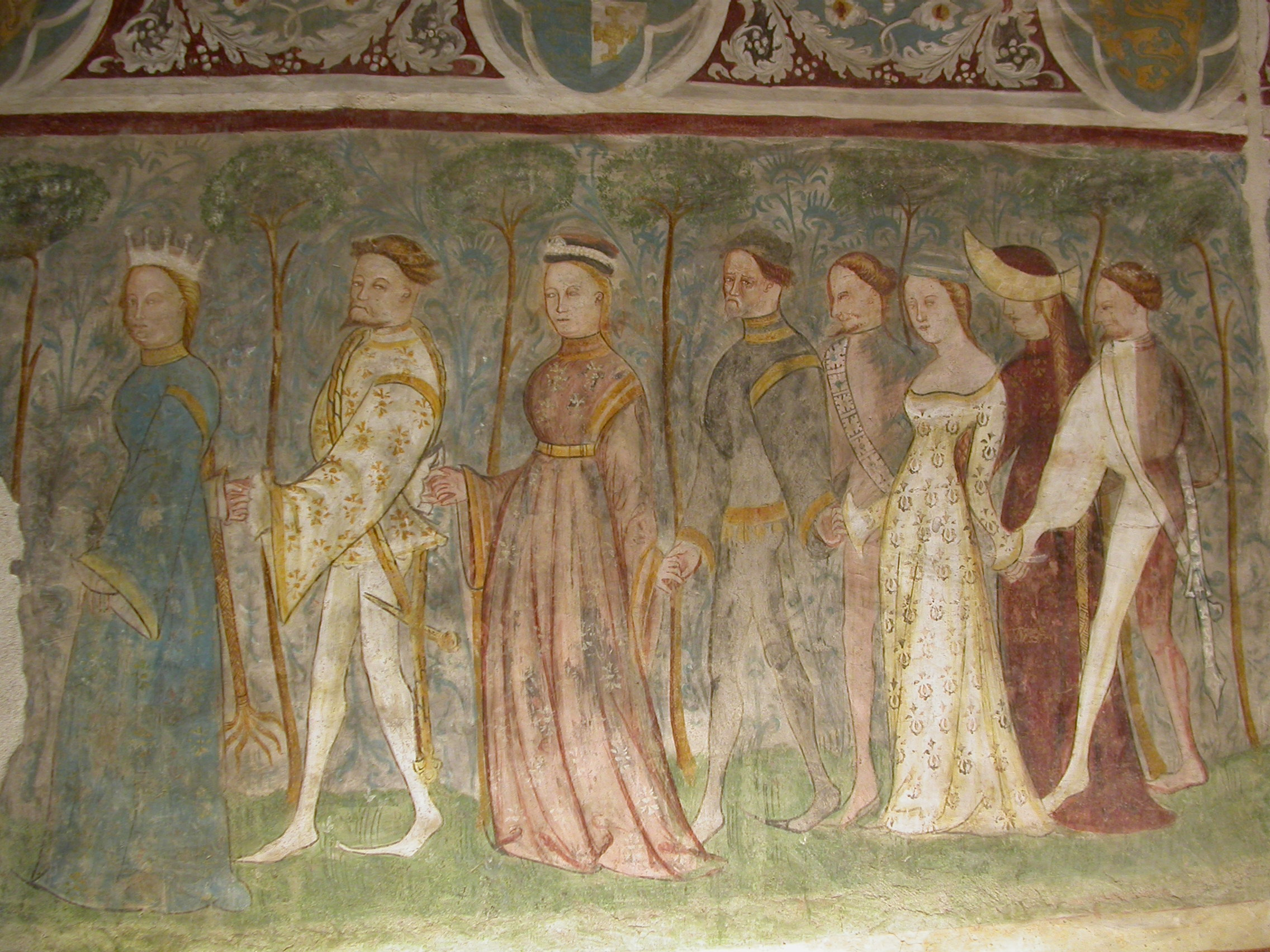
Höfische Tanzszene
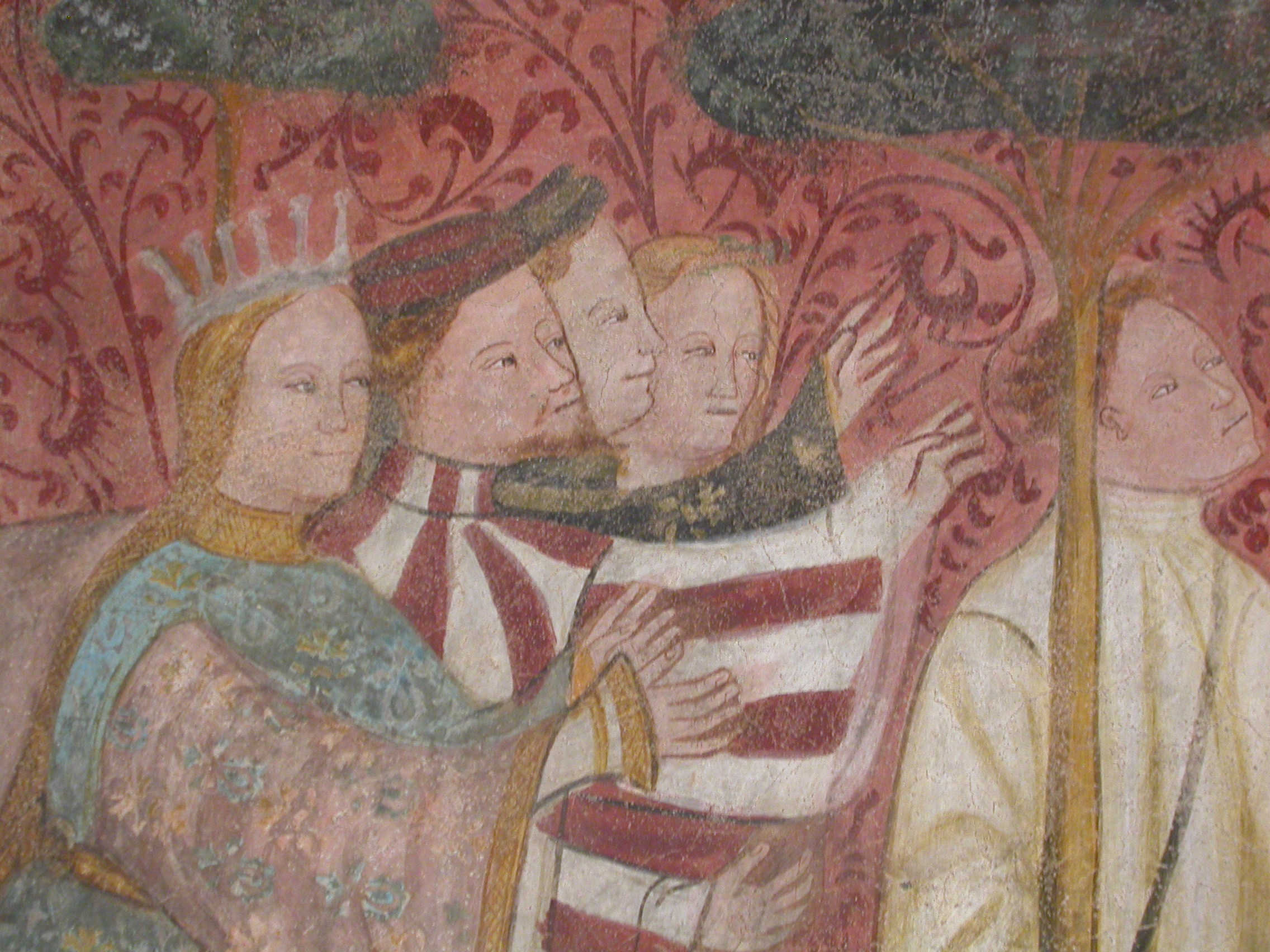
Ballspiel
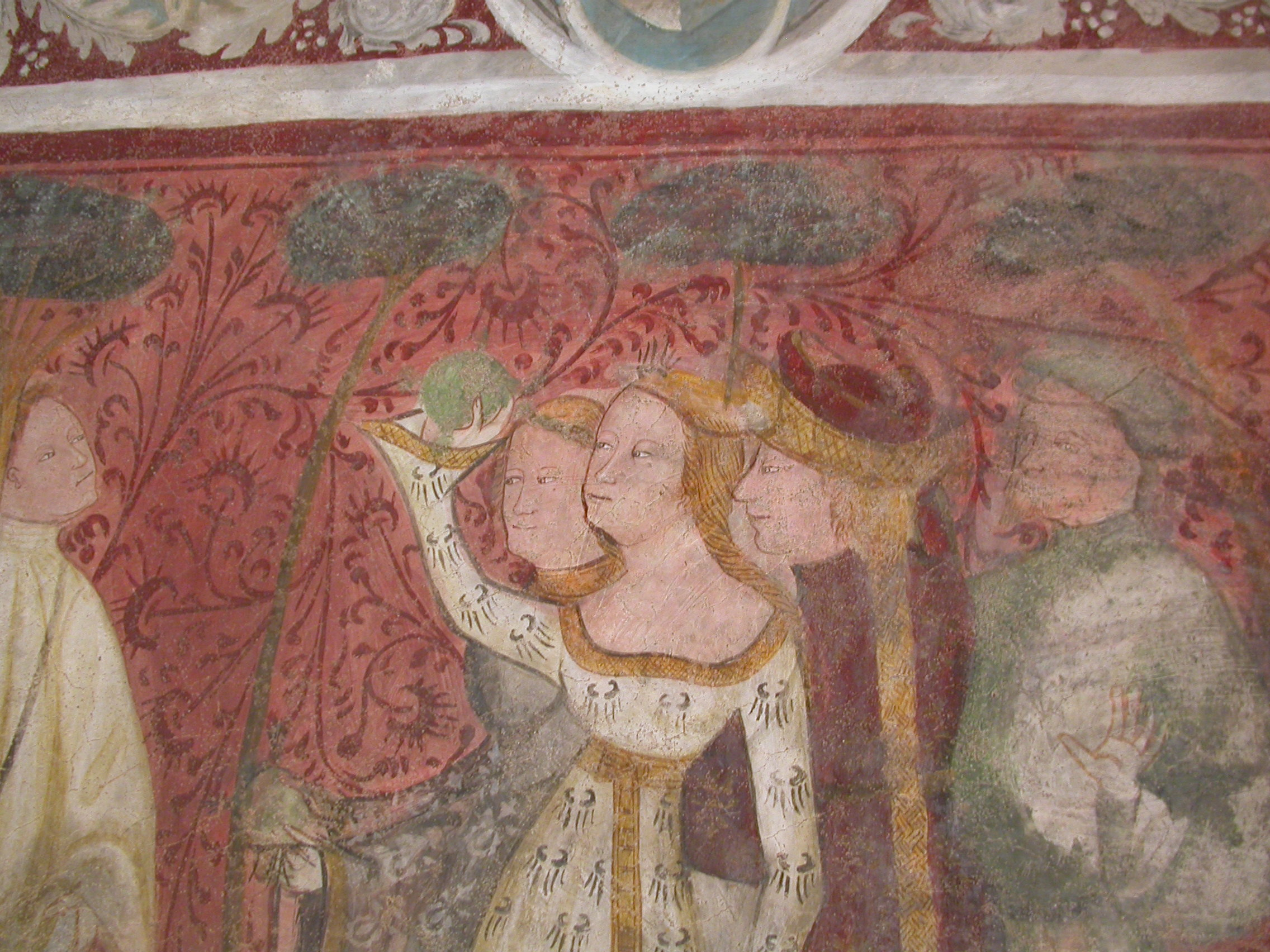
Ballspiel
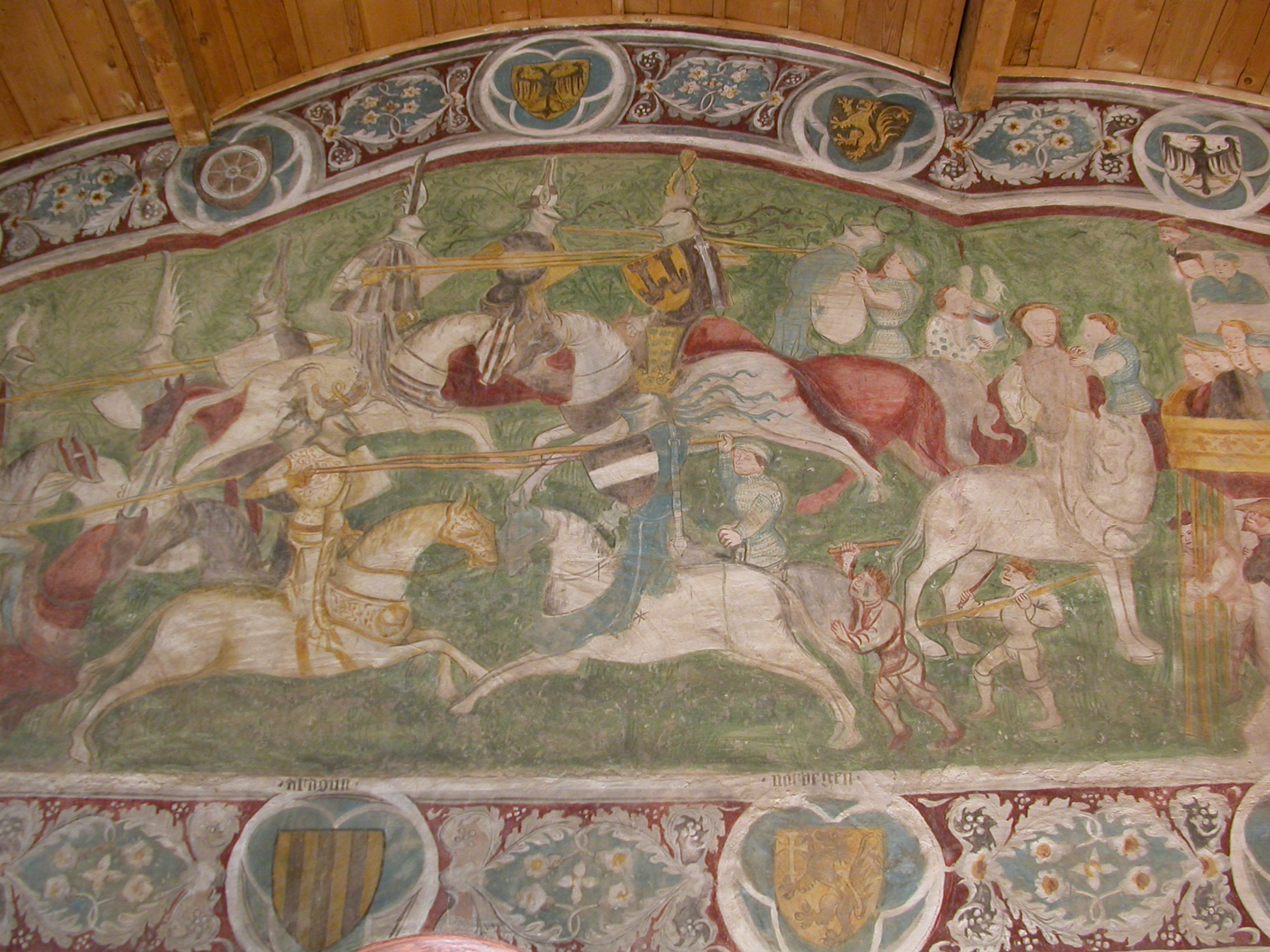
Lanzenturnier
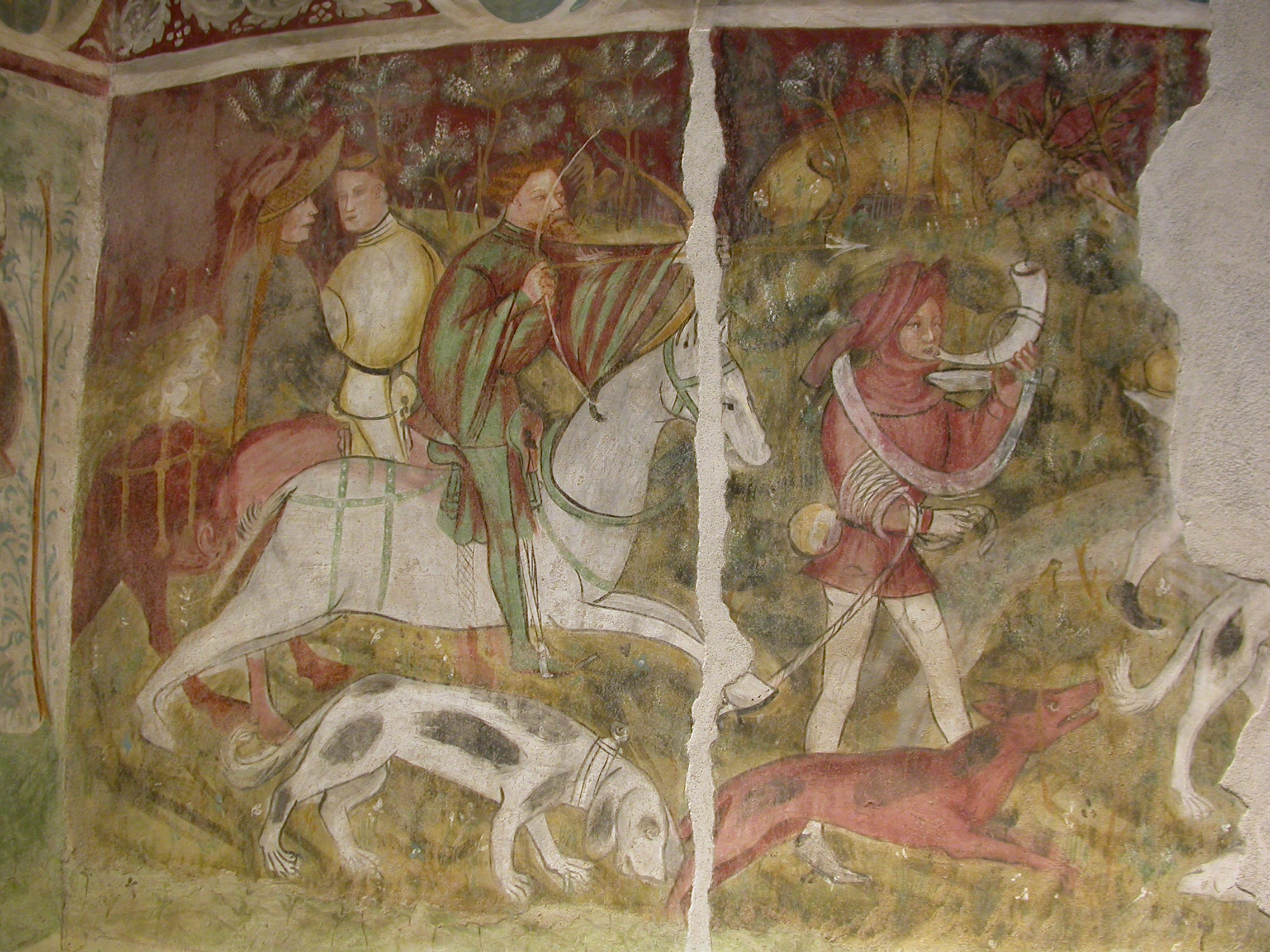
Jagd
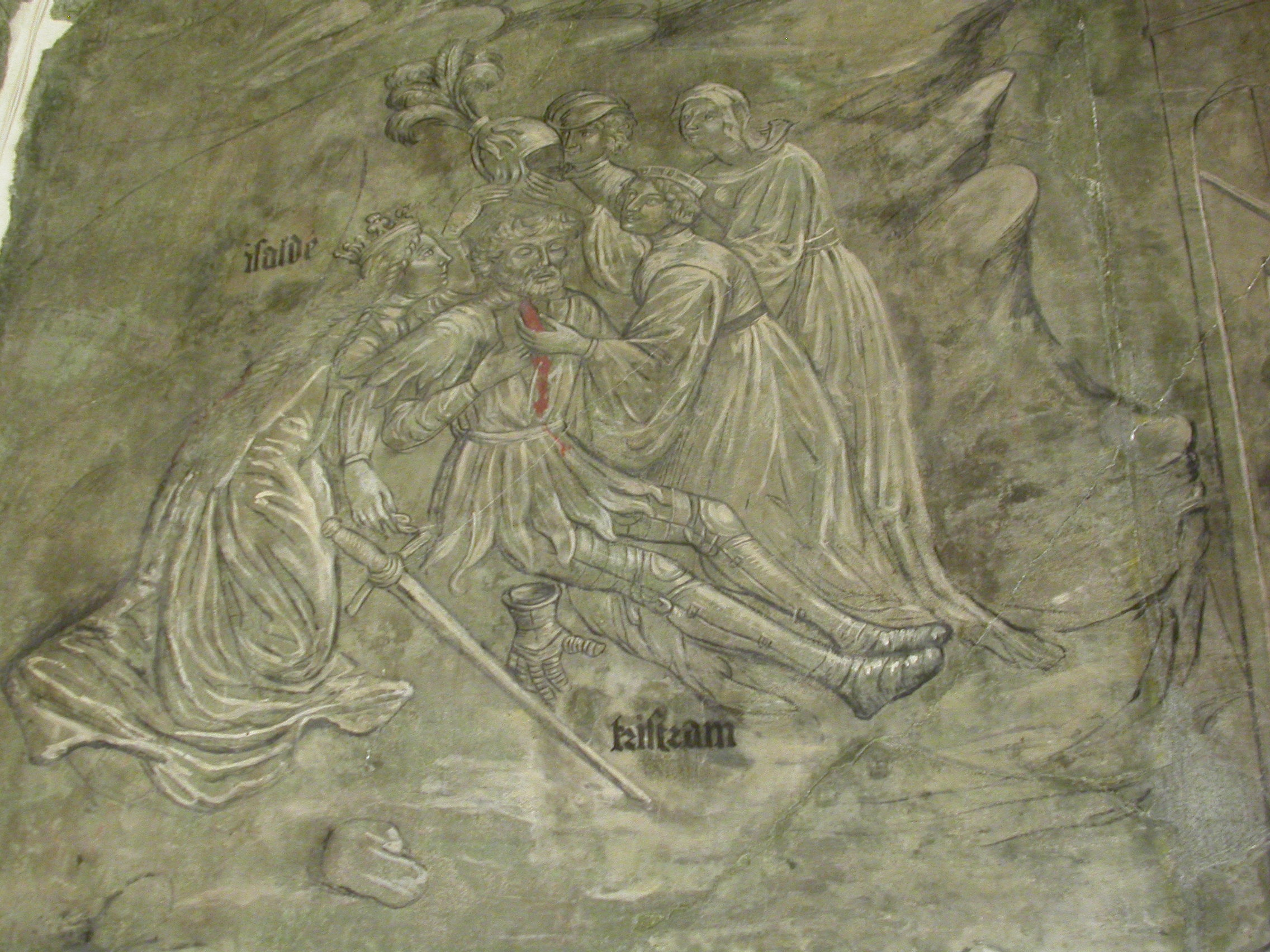
Tristanzyklus
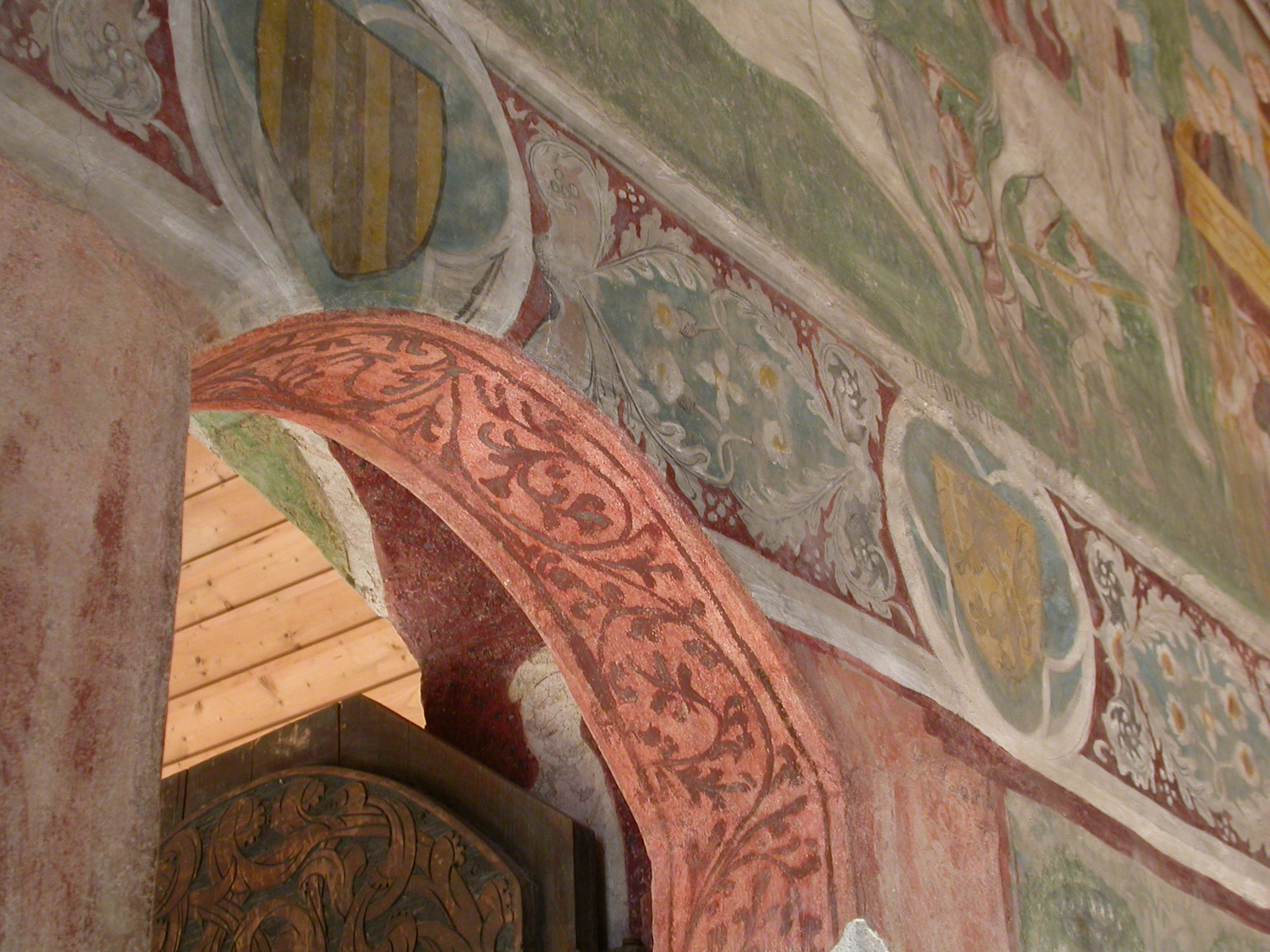
Im Schloss
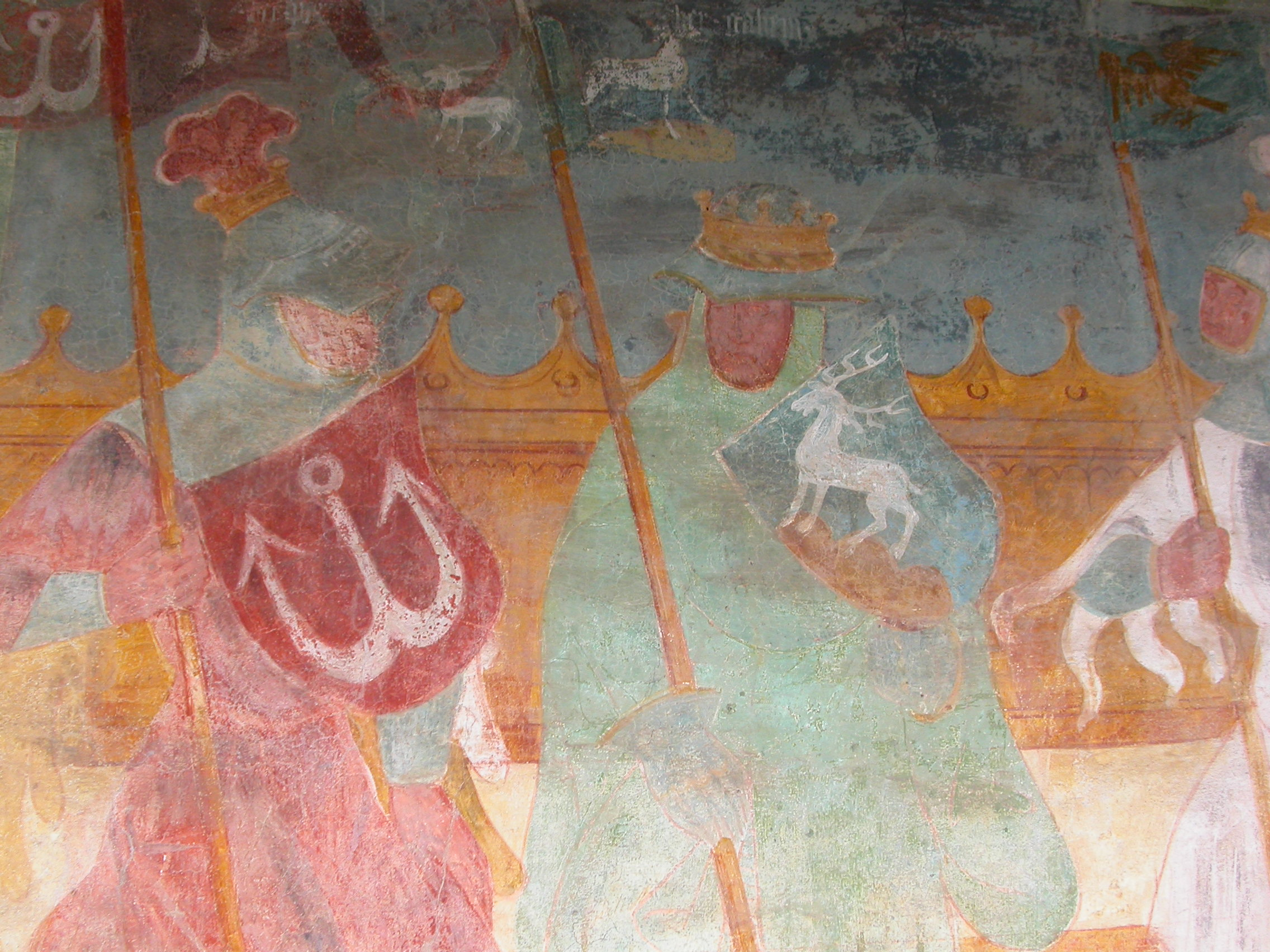
Malerei an der Fassade